# RFU Championship
RFU Championship är den näst högsta ligan i England för rugby union.
Den första säsongen spelades 1987–88 och gick under namnet Courage League National Division Two. 1997 bytte ligan namn till Allied Dunbar Premiership Two då ett sponsoravtal ingicks med försäkringsbolaget Allied Dunbar fram till säsongen 1999–2000. Tävlingen gick sedan under namnet National Division One tills 2009 då det byttes till RFU Championship i samband med en omorganisation av seriesystemet där antalet klubbar i ligan minskades från 16 till 12.